# Natalie Stranghöner
Natalie Stranghöner ist eine deutsche Ingenieurin im Fachbereich des Bauingenieurwesens. Neben ihrer Anstellung als Professorin ist sie als Leiterin der Prüf-, Überwachungs- und Zertifizierungsstelle NRW71 für Bauprodukte nach DIN 18204-1 und Bauprodukte mit allgemeiner bauaufsichtlicher Zulassung tätig. Zudem ist sie Schweißfachingenieurin und europäische Schweißgüteprüffachingenieurin.

## Werdegang
Stranghöner studierte von 1987 bis 1993 Bauingenieurwesen an der RWTH Aachen mit der Vertiefung Konstruktiver Ingenieurbau. Das Promotionsstipendium der Graduiertenförderung der RWTH Aachen von 1993 bis 1995 unterstützte sie im Jahr 1995, um am Lehrstuhl für Stahlbau an der RWTH Aachen zu promovieren. An diesem Lehrstuhl arbeitete sie als wissenschaftliche Mitarbeiterin von 1994 bis 1997, bevor sie im Anschluss für fünf Jahre als Projektingenieurin bei der HRA Ingenieurgesellschaft mbH in Bochum angestellt war. Dort war sie im Bereich des Stahl- und Verbundbrückenbaus tätig.
Von 2003 bis 2005 erhielt sie zum Thema Werkstoffwahl im Stahlbrückenbau ein Forschungsstipendium der Deutschen Forschungsgemeinschaft. Nach Beendigung des Stipendiums vertrat Natalie Stranghöner die W3-Professur für Stahlbau an der TU Dresden, an der sie 2006 im Fachbereich Stahlbau habilitierte. 
Nach ihrer Habilitation gründete sie das Ingenieurbüro Stahl im Bau in Essen und arbeitete dort als selbstständige, gutachterliche und beratende Ingenieurin. Der Schwerpunkt lag dabei auf dem Bereich des Stahl- und Membranbaus.
Seit dem ersten Januar 2008 ist Stranghöner als Universitätsprofessorin für Metall- und Leichtbau an der Universität Duisburg-Essen parallel zu ihrer Ingenieurtätigkeit beschäftigt.
Im Jahr 2019 wurde sie geschäftsführende Gesellschafterin der Stranghöner Ingenieure GmbH in Essen und übt diese Tätigkeit seit jeher aus.

## Forschungsschwerpunkte
Stranghöner forscht im Bereich nachhaltiger Stahlkonstruktionen für erneuerbare Energien, der Effizienzsteigerung des Fahrbahnbelags auf Stahlbrücken, dem höherfrequenten Hämmern bei ultrahochfesten Stählen, Ermüdungsfestigkeit markierter Stahlbauteile und ist am Europäisches Forschungsvorhaben „BiogaSS“ beteiligt.
Derzeit arbeitet sie unter anderem am IGF-Forschungsvorhaben „Witterungseinflüsse auf das Vorspannverhalten von HV- und HR-Schraubengarnituren“. Diese hat sich zum Ziel gesetzt, durch systematische Untersuchung der verschiedenen Witterungseinflüsse auf das Anziehverhalten vorgespannter Schraubengarnituren, Handlungsempfehlungen für die Stahlbau-Praxis zu entwickeln.

## Ausgewählte Publikationen
(Quelle: )

### Zeitschriftenbeiträge
- Uhlemann, J., Stimpfle, B., Stranghöner, N.: Bemessung und Ausführung von Membrantragwerken nach prCEN/TS 19102. In: Stahlbau 91, Nr. 8, 2022, S. 504–512.
- Surholt, F., Runge, D., Uhlemann, J. Stranghöner, N.: Mechanisch-technologisches Verhalten von ETFE-Folien und deren Schweißverbindungen. In: Stahlbau 91, Nr. 8, 2022, S. 513–523.
- Surholt, F., Uhlemann, J., Stranghöner, N.: Temperature and Strain Rate Effects on the niaxial Tensile Behaviour of ETFE Foils In: Polymers 14, 2022, S. 3156.
- Stranghöner, N., Abraham, C.: Neue Bemessungsregeln für geschraubte Verbindungen aus nichtrostendem Stahl. In: Stahlbau 91, Nr. 7, 2022, S. 454–470.
- Stranghöner, N., Makevičius, L., Flügge, W., Henkel, K.-M., Glienke, R., Dörre, M., Schwarz, M., Rudolf, A., Fiedler, S.: Gleitfeste Verbindungen mit Imperfektionen. In: Stahlbau 91, Nr. 7, 2022, S. 442–453.
- Asadi, H., Uhlemann, J., Stranghöner, N., Ulbricht, M.: Tensile strength deterioration of PVC coated PET woven fabrics under single and multiplied artificial weathering impacts and cyclic loading. In: Construction and Building Materials 342, 2022.
- Kosky, T., Zillinger, W., Shahnazian, A., Ay, Y., Stranghöner, N., Afzali, N., Makevičius, L., Ungermann, D., Kalameya, J.: Einsatz von Zwillingsträgerhilfsbrücken im Zuge einer Notmaßnahme zur Querung der BAB 40 In: Stahlbau 91, Nr. 2, 2022, S. 72–83.

## Mitgliedschaften
(Quelle: )
- Mitgliedschaften in verschiedenen Sachverständigen- und Normenausschüssen
- DIBt-Sachverständigenausschuss für Kunststoffe (A-400) sowie Beschichtetes Gewebe und sonstige Kunststoffe (B3-400c)
- Projektteam zur Überarbeitung der Eurocodes
- Deutsches Institut für Normung
- Europäischer Ausschuss
- internationale Organisation für Standardisierungen
- Deutscher Stahlbau-Verband (DSTV), Deutscher Ausschuss für Stahlbau (DASt), Deutscher Schraubenverband (DSV)
- Europäische Vereinigung für die Förderung des Stahlbaus